# Veerle Baeyens
Veerle Baeyens (Ninove, 19 april 1970) is een onafhankelijk Belgisch politicus.
Bij de gemeenteraads- en provincieraadsverkiezingen van 2012 werd Baeyens verkozen als lid van de gemeenteraad in haar woonplaats Haaltert en als lid in de provincieraad van Oost-Vlaanderen. Bij de coalitievorming in Haaltert en de bespreking van het bestuursakkoord kreeg N-VA de burgemeesterssjerp. Nadat de N-VA-lijsttrekker afhaakte als kandidaat-burgemeester en verkoos een schepenambt op te nemen, werd Veerle Baeyens, vierde op de N-VA-lijst maar met het op een na grootste aantal voorkeurstemmen, voorgedragen als kandidaat-burgemeester.
Sinds 1 januari 2013 is zij burgemeester van Haaltert. Ze volgde daarbij Open Vld-er Roger Coppens op.
Bij de verkiezingen voor de kamer van 2014 haalde de N-VA in Oost-Vlaanderen zes zetels binnen. Baeyens stond toen op de tiende plaats en zette met 13.562 voorkeurstemmen een bijzonder sterke prestatie neer. Het zag er op de verkiezingsavond lange tijd naar uit dat Baeyens een zetel ging binnenhalen, maar door het systeem van de overdraagbare lijststemmen glipte die haar nog net door de vingers.
Op 29 juli 2016 werd door een meerderheid van de gemeenteraadsleden de onbestuurbaarheid van de gemeente Haaltert uitgeroepen. Het gevolg van een maandenlange onderlinge strijd in het schepencollege tussen N-VA en 2 mandatarissen van coalitiepartner Open en Liberaal. Burgemeester Baeyens wou doorbesturen en vocht de beslissing aan bij provinciegouverneur Jan Briers).
In november van 2016, maart van 2017 en augustus 2017 werd de gemeente nogmaals onbestuurbaar verklaard door de oppositie, maar de Raad van State oordeelde telkens dat Haaltert niet structureel onbestuurbaar was.
De verkiezingen van oktober 2018 zouden het oordeel van de Haaltenaren vellen. De N-VA werd de grootste partij (Van 6 naar 8 zetels en 26,5% van de stemmen), de oppositie werd afgestraft. Met 1821 voorkeurstemmen werd ze de burgemeester voor een tweede ambtstermijn gedurende de bestuursperiode 2019-2025. Samen met CD&V en Vooruit (voorheen Sp.a) werd de nieuwe coalitie gevormd.
Op 9 februari 2019 was Veerle Baeyens een van de vier kandidaten voor de vrijgekomen plaats in het comité van toezicht van de N-VA nationaal (dat comité ziet toe op de beslissingen van het nationale partijbestuur). Ze kwam na drie stemronden als winnaar uit de bus.
Voor de verkiezingen van de kamer op 26 mei 2019 stond ze op de 6e plaats voor de kieskring Oost-Vlaanderen. Met 12.698 voorkeursstemmen haalde ze de 5de meeste stemmen achter haar naam. Door het systeem van lijststemmen bemachtigde ze geen zetel in het federaal parlement.
In oktober 2022 kwam Baeyens in opspraak vanwege machtsmisbruik tegenover een agent in functie.
Ze besloot niet meer op te komen bij de verkiezingen van 2024, omdat de persoonlijke aanvallen te veel op haar begonnen te wegen. Op 5 december 2024 wordt de sjerp overgedragen aan de nieuwe burgemeester Phaedra Van Keymolen. Ze verlaat de politieke arena.
In januari 2025 maakte het parket van Oost-Vlaanderen bekend Baeyens, haar man en een bestuurder van een lokale turnclub te willen vervolgen voor subsidiefraude en belangenvermenging.